# Turiwara
Le turiwara ou turiuara est une langue d'Amérique du Sud parlée au Brésil dans les États du Maranhão et du Pará. Elle appartient à la famille linguistique des langues amérindiennes appelées tupi-guarani. Le turiwara fait partie de la quatrième branche des langues tupi selon le classement des langues par Rodrigues. À l'heure actuelle, cette langue a quasiment disparu et n'est parlée que par une trentaine de personnes.
Le turiwara est une langue étroitement apparentée au tembé, à l'anambé (en) et à l'amanayé (en). Turiwara désigne également le peuple, aujourd'hui disparu (ou presque) qui parle cette langue.